# Palazzetto dello sport (Montebello)
Il Palazzetto dello sport è un palazzetto dello sport di Montebello Vicentino in provincia di Vicenza in Veneto.
Il palasport è utilizzato dal Montebello Hockey e Pattinaggio per la disputa delle partite casalinghe dall'inaugurazione dell'impianto.